# هانز فلايشهاكر
هانز فلايشهاكر (بالألمانية: Hans Fleischhacker)‏ (من 10 مارس 1912 إلى 30 يناير 1992) عالمًا أنثروبولوجيًا ألمانيًا لآننإربه وقائدًا في قوات الأمن الخاصة في ألمانيا النازية. عمل مع برونو بيغر في بعض المشاريع، وأجرى قياسات لليهود. كان مع بيغر في أوشفيتز عندما تم اختيار الناس ليكونوا جزءًا من مجموعة الهياكل العظمية اليهودية، وهو مشروع من آننإربه. في محاكمة ما بعد الحرب، أُدين بيغر بمعرفته الكاملة لنطاق هذا المشروع، في حين تبين أن فليشهاكر لا يدرك أن الغرض من هذه القياسات هو اختيار 86 شخصًا يُقتلون في معسكر ناتزويلر-ستروتهوف.

## التعليم والانضمام إلى SS
بعد الدراسة في جامعة يينا وجامعة لودفيج ماكسيميليان بميونيخ، ذهب فليشهاكر للعمل في معهد البحوث العنصرية في توبنغن في عام 1937، وانضم إلى SS في نفس الوقت. 

## الحرب العالمية الثانية
في عام 1940 انضم أيضا إلى كل من الحزب النازي وفافن إس إس. 